# Cantonul Écully
Cantonul Écully este un canton din arondismentul Lyon, departamentul Rhône, regiunea Rhône-Alpes, Franța.

## Comune
- Champagne-au-Mont-d'Or
- Dardilly
- Écully (reședință)